# قلعه دز
قلعه دز نام بقایای قلعه‌ای ناشناخته است که در روستای عباس‌آباد و میان ۳ روستای دیگر بنام‌های چشمه درگاه، مسعودآباد و زرنان بخش جاپلق شهرستان ازنا بر فراز کوه سنگی عظیمی واقع گردیده است.
البته روستایی با همین نام در بخش الوار گرمسیری شهرستان اندیمشک نیز واقع شده است. این روستا به مرکزگرم پایین نیز مشهور است. و در کیلومتر ۶۳۰ محور جنوب راه‌آهن سراسری ایران واقع شده است.
البته در این مقاله منظور قلعه ای در نزدیکی ازنا می‌باشد.
از گذشته این قلعه که از سنگ و ساروج درست شده است اطلاع دقیقی در دست نیست ولی در کتب تاریخی از وجود قلعه‌ای که «سر بر آسمان می‌ساید» و در دشت جاپلق واقع گشته است خبر می‌دهند.
عده‌ای معتقدند قلعه دز همان قلعه فرزین است که نام آن در کتب تاریخی آمده است.
به هر روی احتمال دارد بنای اولیه قلعه دز که ساکنان محلی بر آن نام قلا دزد گذاشته‌اند مربوط به دوران مادها باشد که در دوران ساسانیان وسعت پیدا کرده و در دوران اسلامی پایگاه حکام محلی بوده باشد.
در اطراف قلعه دز حفره‌ها و گودالهای کوچکی بر اطراف صخره‌ها کنده‌اند که به گمان جای پاشنه درب بوده و استفاده‌های گوناگونی از آن می‌شده است.
این قلعه دارای یک مخزن آب بوده که آب بارش باران در آن ذخیره می‌شده است.
بقایای این قلعه در دهه ۸۰ میلادی توسط سوداگران آثار فرهنگی با دینامیت منفجر گردید تا شاید اشیایی ارزشمند از آن بدست آید.
در افسانه‌های عامیانه نقل شده است، که در صدها سال پیش یک زن حاکم‌این قلعه بوده است و هنگامی که دشمنان آنها را محاصر میکنن و به دلیل ناتوانی در ورود به قلعه، حاکم قلعه به دشمنان می‌گوید که به ما امان بدهید که تا فردا با یارانم خداحافظی کنم و صبح که دشمنان به قلعه هجوم می‌برند اثری از هیچ انسانی در آنجا نمی‌بینند، افسانه‌های عامیانه می‌گویند که آن شب حاکم قلعه و یارانش از طریق یک تونل مخفی از قلعه فرار کردند.